# 王旭东 (足球运动员)
王旭东（1995年1月16日—），中国足球运动员，司职中场。目前效力于中甲球队武汉卓尔。

## 俱乐部生涯
王旭东出道于武汉卓尔青训系统。2013年全运会乙组比赛以主力身份代表湖北队出场并最后获得第三名的成绩。2014年开始进入武汉卓尔一线队征战中甲联赛但并未出场。2015年中甲联赛首次出场。。